# Wizards on Deck with Hannah Montana
Wizards on Deck with Hannah Montana là một tập phim chéo giữa ba series chính thức của Disney Channel ra mắt tại Mĩ vào ngày 17 tháng 7 năm 2009. Đây là tập chéo giữa các tập phim của Wizards of Waverly Place, The Suite Life on Deck, and Hannah Montana. 
Tập phim được theo dõi bởi 10,6 triệu lượt xem, trở thành chương trình được đánh giá cao nhất vào buổi tối cả trên phát sóng và truyền hình đặc biệt.

## Nội dung

### Phần 1:"Cast-Away (To Another Show)"
Mùa 2, tập 25 của series Wizards of Waverly Place.
Justin Russo rất thích thú khi được gặp London Tipton khi anh thắng một giải thưởng cuộc thi tiểu luận, đó là một "Hành trình Teen" trên "SS Tipton". Theresa và Jerry nói rằng Alex Russo không thể đi vì không làm 14 bài tập về nhà, nhưng Alex phát hiện ra rằng có một trường học trên tàu và thuyết phục cha mẹ cô để cho cùng tham gia kỳ nghỉ của mình trên tàu SS "Tipton". Max Russo cũng tham gia cùng Alex và Justin trên tàu, tại đó Alex gặp Bailey Pickett, và cô đã bị rắc rối trong khi cô sử dụng phép thuật để đưa Harper lên tàu. Alex nói rằng cô ấy là Ashley Olsen vì vậy cô không bị bắt buộc phải vào các lớp học. Cô cũng nói với Harper đóng giả là Alex Russo cho cô ấy. Khi Justin gặp London, anh giả vờ rằng mình là một bác sĩ, người có cùng nhiều sở thích với cô ấy. Nhưng Justin sau khi biết được London kém thông minh thì không còn thích nàng nữa. Trong khi đó, Max cạnh tranh với Zack Martin trong một loạt các thách thức thái quá, nhưng khi Zack và Max đang đua mang hành lý xe, Max đã va chạm hành lý của mình với một số người đứng trước bồn tắm nước nóng và Bailey bị ngã vào đó trong khi cô đang ăn bánh pizza và bắt đầu nghẹt thở. London nhìn thấy thế và bảo Justin tìm cách cứu Bailey, nhưng Justin nói rằng anh không biết làm thế nào. Sau đó, Alex đã cứu Bailey. Ông Moseby bước đến chúc mừng Alex đã giúp Bailey và Alex, đã quên mất tên Ashley Olsen, và nói tên cô ấy là Ashley Simpson (và sau là Ashley Simpson Olsen sau khi cô được nhắc nhờ Bailey), nhưng khi đó Max, không biết kế hoạch của Alex, tiết lộ danh tính thực sự của Alex. Sau đó, cô đã đẩy Max vào bồn nước nóng để tránh bị phát hiện. London, xấu hổ vì Justin không cố gắng cứu Bailey, và gọi ông là "một bác sĩ ngu ngốc" và chia tay với anh ta. Cuối cùng Alex phải đưa Harper nhà, nhưng sau đó thì cô nhận ra rằng mình có thể đã vô tình đưa cho cô ấy đến Roma thay vì về nhà, và tiếp tục trốn các lớp học.

### Phần 2:"Cruisin for a Bruisin"
Mùa 1, tập 20 của The Suite Life on Deck.

### Phần 3:"Super(stitious) Girl"
Mùa 3, tập 19 của Hannah Montana.

## Dàn diễn viên và các nhân vật
| Diễn viên            | Vai trò        |
| -------------------- | -------------- |
| Selena Gomez         | Alex Russo     |
| David Henrie         | Justin Russo   |
| Jake T. Austin       | Max Russo      |
| Jennifer Stone       | Harper Finkle  |
| Maria Canals Barrera | Theresa Russo  |
| David DeLuise        | Jerry Russo    |
| Dylan Sprouse        | Zack Martin    |
| Cole Sprouse         | Cody Martin    |
| Brenda Song          | London Tipton  |
| Debby Ryan           | Bailey Pickett |
| Phill Lewis          | Mr. Moseby     |

| Diễn viên               | Vai trò        |
| ----------------------- | -------------- |
| Cole Sprouse            | Cody Martin    |
| Dylan Sprouse           | Zack Martin    |
| Brenda Song             | London Tipton  |
| Debby Ryan              | Bailey Pickett |
| Phill Lewis             | Mr. Moseby     |
| Matthew Timmons         | Woody Fink     |
| Windell D. Middlebrooks | Kirby Morris   |
| Jake T. Austin          | Max Russo      |
| Miley Cyrus             | Hannah Montana |
| Selena Gomez            | Alex Russo     |
| David Henrie            | Justin Russo   |
| Emily Osment            | Lola Luftnagle |

| Diễn viên       | Vai trò                      |
| --------------- | ---------------------------- |
| Miley Cyrus     | Hannah Montana/Miley Stewart |
| Emily Osment    | Lola Luftnagle               |
| Mitchel Musso   | Oliver Oken                  |
| Jason Earles    | Jackson Stewart              |
| Moises Arias    | Rico Suave                   |
| Billy Ray Cyrus | Robby Stewart                |
| Dylan Sprouse   | Zack Martin                  |
| Cole Sprouse    | Cody Martin                  |
| Brenda Song     | London Tipton                |
| Debby Ryan      | Bailey Pickett               |
| Phill Lewis     | Mr. Moseby                   |

## DVD
Phần dặc biệt được phát hành trên DVD vào ngày 22 tháng 9 năm 2009, bao gồm:
- Tiểu luận, giải thưởng, chiến thắng của Justin! - Xem video bài luận có Justin, anh, chị, em ruột của mình trên "SS Tipton Cruise".
- Suite Life Having Fun với Hannah and the Wizards—Hilarious và hậu trường các cuộc phỏng vấn với các ngôi sao.